# みなかみ町立みなかみ中学校
みなかみ町立みなかみ中学校（みなかみちょうりつみなかみちゅうがっこう）は、群馬県利根郡みなかみ町にある公立中学校。

## 概要
2022年（令和4年）4月に町内のみなかみ町立月夜野中学校、みなかみ町立水上中学校、みなかみ町立藤原中学校、みなかみ町立新治中学校の4校が統合して月夜野中学校の跡地に開校した。

## 沿革
- 2018年（令和元年）7月29日 - みなかみ町立小中学校統合推進計画によりみなかみ町中学校統合準備委員会が設立する。この時点では、藤原中学校は遠隔地であることから検討となり、月夜野中学校、水上中学校、新治中学校の統合を目指すとしていた。
- 2020年（令和2年）1月20日 - みなかみ町立小中学校統合推進計画が変更され、検討となっていた藤原中学校も教育活動を充実させるという観点から新生中学校に統合することとなる。
- 2020年（令和2年）3月3日 - 議会の議決を経て、校名がみなかみ町立みなかみ中学校となる。
- 2021年（令和3年）11月11日 - 中学校統合準備委員会において校歌が決定
- 2022年（令和4年）4月1日 - 開校。

## 学区
- みなかみ町全域[1]

## 校歌
作詞作曲は多胡邦夫。校歌の歌詞については、公募がおこなわれ、全国から65作品の応募があった。最優秀賞の選出はなかったが、優秀賞として9作品が選ばれた。

## 校名の候補
校名の候補は一般から全96件、小中学生から全382件、計478点の応募があった。校名に決定した「みなかみ」は一般、小中学生ともに第一位の応募数であった。
次点候補となったのは「月夜野」、「水上」、「谷川」、「峻嶺」、「水嶺」の5点である。